# Black Label Society
Black Label Society — сольный проект гитариста Закка Уайлда, известного по своей работе с Оззи Осборном.
В 1992 году после концертного тура в честь альбома «No More Tears» Оззи временно ушёл со сцены, что привело к созданию Закком его собственной группы Pride & Glory, музыка которой заключала в себе мощь блюзового Южного рока с хеви-металом.
В 1994 году Оззи решил вернуться со своей отставки и принялся к записи альбома «Ozzmosis». В это же время Закк был приглашён на свободное место гитариста в Guns N’ Roses. Времени решать отправиться ли в тур с Оззи или присоединиться к Guns N’ Roses было очень мало. В итоге ни то, ни другое не удалось. Это дало Закку возможность записать собственный акустический альбом «Book of Shadows».
После ограниченного коммерческого успеха с Book Of Shadows в 1998 Закк вместе с барабанщиком Филипом Ондихом (Phil Ondich) формируют Black Label Society и записывают свой дебютный альбом «Sonic Brew». Ник Катанез стал ритм-гитаристом Закка ещё с концертного тура Book Of Shadow. А Крэйг Нюненмэкер сел за барабанную установку сразу после ухода Фила в 2001.
Уайлд вместе с басистом Джоном «JD» Дисервио (John «JD» Deservio), барабанщиком Крэйгом Нюненмэкер (Craig Nunenmacher) и вторым гитаристом Ником «The Evil Twin» Катанез (Nick «The Evil Twin» Catanese) вслед за релизом «Mafia» (2005) выпустили пластинку под названием «Shot To Hell».
В декабре 2013 года гитарист Ник Катанез покидает группу, впоследствии его заменит Дарио Лорина (Dario Lorina), гитарист Lizzy Borden.

## Состав

### Текущий состав
- Закк Уайлд — вокал, соло-гитара, клавишные (1998—наши дни)
- Джон ДиСервио — бас-гитара, бэк-вокал (1999, 2005—наши дни)
- Дарио Лорина — ритм-гитара, бэк-вокал (2014—наши дни)
- Джефф Фабб — ударные (2014—наши дни)

### Бывшие участники
- Фил Ондич — ударные (1998—2000)
- Ник "Злой Близнец" Катанис — ритм-гитара, бэк-вокал (1999—2013)
- Стив Гибб — бас-гитара (2000—2001)
- Крейг Нюненмахер — ударные (2000—2010)
- Майк Инез — бас-гитара (2001, 2003)
- Роберт Трухильо — бас-гитара (2002—2003)
- Джеймс Ломенцо — бас-гитара (2004—2005)
- Уилл Хант — ударные (2010—2011)
- Чад Зелига — ударные (2011—2014)

### Сессионные музыканты (только в туре)
- Майк Фродж — ударные (2011)
- Джонни Келли — ударные (2011)

## Дискография

### Студийные альбомы
- 1999 — Sonic Brew (Spitfire Records)
- 2000 — Stronger Than Death  (Spitfire Records)
- 2002 — 1919 Eternal  (Spitfire Records)
- 2003 — The Blessed Hellride  (Spitfire Records)
- 2004 — Hangover Music Vol. VI  (Spitfire Records)
- 2005 — Mafia (Artemis Records)
- 2006 — Shot to Hell (Roadrunner Records)
- 2010 — Order of the Black (E1 Music)
- 2011 — The Song Remains Not the Same (E1 Music)
- 2014 — Catacombs of the Black Vatican (E1 Music)
- 2018 — Grimmest Hits (E1 Music)
- 2021 — Doom Crew Inc. (eOne)

### Концертные альбомы и сборники
- 2001 — Alcohol Fueled Brewtality (Spitfire Records)
- 2005 — Kings of Damnation 98-04 (Spitfire Records)
- 2009 — Skullage (Armoury Records)
- 2013 — Unblackened ( Eagle Rock Entertainment Ltd.)

### EP
- 1999 — No More Tears (E.P.)  (Spitfire Records)
- 2011 — Glorious Christmas Songs